# Quattro Giorni di Dunkerque 1982
La Quattro Giorni di Dunkerque 1982, ventottesima edizione della corsa, si svolse dal 4 al 9 maggio su un percorso di 986 km ripartiti in 5 tappe (la quinta suddivisa in due semitappe) più un cronoprologo, con partenza a Échallon e arrivo a Dunkerque. Fu vinta dal belga Frank Hoste della Ti-Raleigh-Campagnolo davanti al suo connazionale Ferdi Van den Haute e all'irlandese Stephen Roche.

## Tappe
| Tappa  | Data     | Percorso                                | km  | Vincitore di tappa     | Leader cl. generale    |
| ------ | -------- | --------------------------------------- | --- | ---------------------- | ---------------------- |
| Prol.  | 4 maggio | Échallon > Échallon (cron. individuale) | 4,5 | Jean-Luc Vandenbroucke | Jean-Luc Vandenbroucke |
| 1ª     | 5 maggio | Dunkerque > Dunkerque                   | 212 | Daniel Willems         | Jean-Luc Vandenbroucke |
| 2ª     | 6 maggio | Aire-sur-la-Lys > Denain                | 169 | Étienne De Wilde       | Jean-Luc Vandenbroucke |
| 3ª     | 7 maggio | Denain > San Quintino                   | 204 | Frank Hoste            | Frank Hoste            |
| 4ª     | 8 maggio | San Quintino > Tourcoing                | 184 | Kim Andersen           | Frank Hoste            |
| 5ª-1ª  | 9 maggio | Bailleul > Bailleul                     | 122 | Fons De Wolf           | Frank Hoste            |
| 5ª-2ª  | 9 maggio | Dunkerque > Dunkerque                   | 90  | Marc Sergeant          | Frank Hoste            |
| Totale | Totale   | Totale                                  | 986 |                        |                        |

## Dettagli delle tappe

### Prologo
- 4 maggio: Échallon > Échallon (cron. individuale) – 4,5 km

| Pos. | Corridore               | Squadra    | Tempo |
| ---- | ----------------------- | ---------- | ----- |
| 1    | Jean-Luc Vandenbroucke  | La Redoute | 5'20" |
| 2    | Gilbert Duclos-Lassalle | Peugeot    | a 1"  |
| 3    | Aad van den Hoek        | TI-Raleigh | a 11" |

| Pos. | Corridore              | Squadra    | Tempo |
| ---- | ---------------------- | ---------- | ----- |
| 1    | Jean-Luc Vandenbroucke | La Redoute |       |

### 1ª tappa
- 5 maggio: Dunkerque > Dunkerque – 212 km

| Pos. | Corridore      | Squadra     | Tempo    |
| ---- | -------------- | ----------- | -------- |
| 1    | Daniel Willems | Boule d'Or  | 5h57'18" |
| 2    | Jan Raas       | TI-Raleigh  | s.t.     |
| 3    | Herman Crabbe  | Europ Decor | s.t.     |

| Pos. | Corridore              | Squadra    | Tempo |
| ---- | ---------------------- | ---------- | ----- |
| 1    | Jean-Luc Vandenbroucke | La Redoute |       |

### 2ª tappa
- 6 maggio: Aire-sur-la-Lys > Denain – 169 km

| Pos. | Corridore               | Squadra    | Tempo    |
| ---- | ----------------------- | ---------- | -------- |
| 1    | Étienne De Wilde        | La Redoute | 4h13'39" |
| 2    | Daniel Willems          | Boule d'Or | a 5"     |
| 3    | Gilbert Duclos-Lassalle | Peugeot    | s.t.     |

| Pos. | Corridore              | Squadra    | Tempo |
| ---- | ---------------------- | ---------- | ----- |
| 1    | Jean-Luc Vandenbroucke | La Redoute |       |

### 3ª tappa
- 7 maggio: Denain > San Quintino – 204 km

| Pos. | Corridore         | Squadra    | Tempo    |
| ---- | ----------------- | ---------- | -------- |
| 1    | Frank Hoste       | TI-Raleigh | 5h22'39" |
| 2    | Jacques Hanegraaf | TI-Raleigh | a 13"    |
| 3    | Marc Sergeant     | Boule d'Or | s.t.     |

| Pos. | Corridore   | Squadra    | Tempo |
| ---- | ----------- | ---------- | ----- |
| 1    | Frank Hoste | TI-Raleigh |       |

### 4ª tappa
- 8 maggio: San Quintino > Tourcoing – 184 km

| Pos. | Corridore    | Squadra    | Tempo    |
| ---- | ------------ | ---------- | -------- |
| 1    | Kim Andersen | Coop       | 4h51'15" |
| 2    | Jan Raas     | TI-Raleigh | a 16"    |
| 3    | Yvon Bertin  | Coop       | s.t.     |

| Pos. | Corridore   | Squadra    | Tempo |
| ---- | ----------- | ---------- | ----- |
| 1    | Frank Hoste | TI-Raleigh |       |

### 5ª tappa - 1ª semitappa
- 9 maggio: Bailleul > Bailleul – 122 km

| Pos. | Corridore       | Squadra       | Tempo    |
| ---- | --------------- | ------------- | -------- |
| 1    | Fons De Wolf    | Vermeer-Thijs | 3h04'00" |
| 2    | Kim Andersen    | Coop          | a 8"     |
| 3    | Serge Beucherie | Sem           | s.t.     |

| Pos. | Corridore   | Squadra    | Tempo |
| ---- | ----------- | ---------- | ----- |
| 1    | Frank Hoste | TI-Raleigh |       |

### 5ª tappa - 2ª semitappa
- 9 maggio: Dunkerque > Dunkerque – 90 km

| Pos. | Corridore              | Squadra       | Tempo    |
| ---- | ---------------------- | ------------- | -------- |
| 1    | Marc Sergeant          | Boule d'Or    | 2h02'12" |
| 2    | Franky De Gendt        | Vermeer-Thijs | s.t.     |
| 3    | Jean-Luc Vandenbroucke | La Redoute    | s.t.     |

| Pos. | Corridore           | Squadra    | Tempo     |
| ---- | ------------------- | ---------- | --------- |
| 1    | Frank Hoste         | TI-Raleigh | 25h37'46" |
| 2    | Ferdi Van den Haute | La Redoute | a 4"      |
| 3    | Stephen Roche       | Peugeot    | s.t.      |

## Classifiche finali

### Classifica generale
| Pos. | Corridore               | Squadra                     | Tempo     |
| ---- | ----------------------- | --------------------------- | --------- |
| 1    | Frank Hoste             | Ti-Raleigh-Campagnolo       | 25h37'46" |
| 2    | Ferdi Van den Haute     | La Redoute-Motobecane       | a 4"      |
| 3    | Stephen Roche           | Peugeot-Shell-Michelin      | s.t.      |
| 4    | Jan Raas                | Ti-Raleigh-Campagnolo       | a 22"     |
| 5    | Jean-Luc Vandenbroucke  | La Redoute-Motobecane       | a 37"     |
| 6    | Gilbert Duclos-Lassalle | Peugeot-Shell-Michelin      | a 38"     |
| 7    | Daniel Willems          | Boule d'Or-Sunair           | a 49"     |
| 8    | Fons De Wolf            | Vermeer-Thijs               | a 1'30"   |
| 9    | Serge Beucherie         | Sem-France-Loire-Campagnolo | a 2'39"   |
| 10   | Maurice Le Guilloux     | Renault-Elf                 | a 2'54"   |